# Синтез искусственных генов
Си́нтез иску́сственных ге́нов — метод в области синтетической биологии, который используется для создания искусственных генов в лаборатории. В настоящее время основывается на синтезе ДНК в твёрдой фазе. Его отличие от молекулярного клонирования (рекомбинантная ДНК) и полимеразной цепной реакции (ПЦР) в том, что для метода нет необходимости использовать существовавшие ранее последовательности ДНК. Таким образом, можно сделать полностью синтетические двухцепочечные молекулы ДНК без каких-либо ограничений на любые нуклеотидные последовательности или размеры. Этот метод был использован для создания функциональных бактериальных или дрожжевых хромосом, содержащих около одного миллиона пар оснований. Недавние исследования также предполагают возможность создания новых нуклеотидных пар в дополнение к двум парам природных оснований, которые могли бы значительно увеличить возможности расширения генетического кода.